# Copa de Clubes de la CECAFA 1974
La Copa de Clubes de la CECAFA 1974 fue la primera edición oficial de este torneo de fútbol a nivel de clubes de África organizado por la CECAFA y que contó con la participación de 4 equipos de 4 países de África Oriental, con la inclusión por primera vez de un representante de Zanzíbar.
El Simba SC de Tanzania se proclamó campeón del torneo por primera vez en la cuadrangular disputada en Tanzania, en donde el campeón defensor Abaluhya United de Kenia fue segundo lugar.

## Partidos
| 15/1 | Simba FC         | 2-2 | Zanzibar Navy FC |
| 16/1 | Simba SC         | 1-0 | Abaluhya FC      |
| 17/1 | Abaluhya FC      | 3-1 | Simba FC         |
| 17/1 | Simba SC         | 1-0 | Zanzibar Navy FC |
| 18/1 | Zanzibar Navy FC | 1-1 | Abaluhya FC      |
| 18/1 | Simba SC         | 0-0 | Simba FC         |

## Posiciones Finales
| Club             | G | E | P | GF | GC | Pts |
| ---------------- | - | - | - | -- | -- | --- |
| Simba SC         | 2 | 1 | 0 | 2  | 0  | 5   |
| Abaluhya FC      | 1 | 1 | 1 | 4  | 3  | 3   |
| Zanzibar Navy FC | 0 | 2 | 1 | 3  | 4  | 2   |
| Simba FC         | 0 | 2 | 1 | 3  | 4  | 2   |

## Campeón
| Copa de Clubes de la CECAFA 1974 |
| -------------------------------- |
| Bandera de Tanzania              |
| Simba SC 1º Título               |